# Aiguatèbia
Aiguatèbia (['aiɣwə'tɛβiə], popularment ['aiɣə'tɛβi], és un poble de la comuna d'Aiguatèbia i Talau, a la comarca nord-catalana del Conflent. Entre 1790 i l'1 de gener del 1983 formà un municipi propi, al qual fou agregat en aquell moment el de Talau, que fins aquell moment tenia també comuna pròpia. Més tard passà a anomenar-se Aiguatèbia i Talau. Actualment és el cap de la comuna.
És a 1.326,6 m alt a l'esquerra de la Tet, bastant allunyat d'aquest riu, en una vall, la de la Ribera de Pujalts, afluent de la Ribera de Cabrils, a la zona muntanyosa de les Garrotxes de Conflent.

## Etimologia
Joan Coromines explica que el nom d'aquest poble deriva del llatí aqua tepida (mateix significat que en català), a causa d'una font existent al peu del poble, a l'esquerra de la Ribera de Pujalts, d'on sorgia una aigua tèbia, que, en uns safareigs populars, servia perquè els nadius d'aquest lloc netegessin molt més còmodament i eficaç.

## Geografia
L'antic terme comunal d'Aiguatèbia ocupava gairebé les dues terceres parts de l'actual terme comunal d'Aiguatèbia i Talau (exactament, el 63,61%): tot el sector nord, l'oest i el sud-oest. Incloïa només el poble d'Aiguatèbia, amb els masos dispersos del Felip, del Presat, del Sidó, del Pallat, del Pau, del Balmat, del Romeu, del Miquel, del Guillat i Cal Romeu.
|            | Caudiers de Conflent | Ralleu |
| La Llaguna |                      | Talau  |
|            | Sautó                |        |

## El poble d'Aiguatèbia

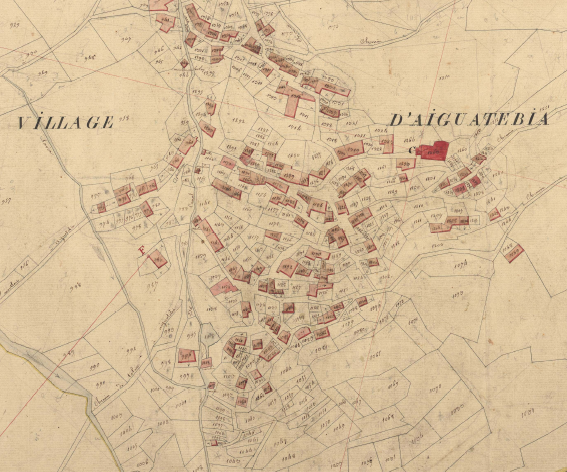
Aiguatèbia en el Cadastre napoleònic del 1812 (Arxius Departamentals dels Pirineus Orientals)

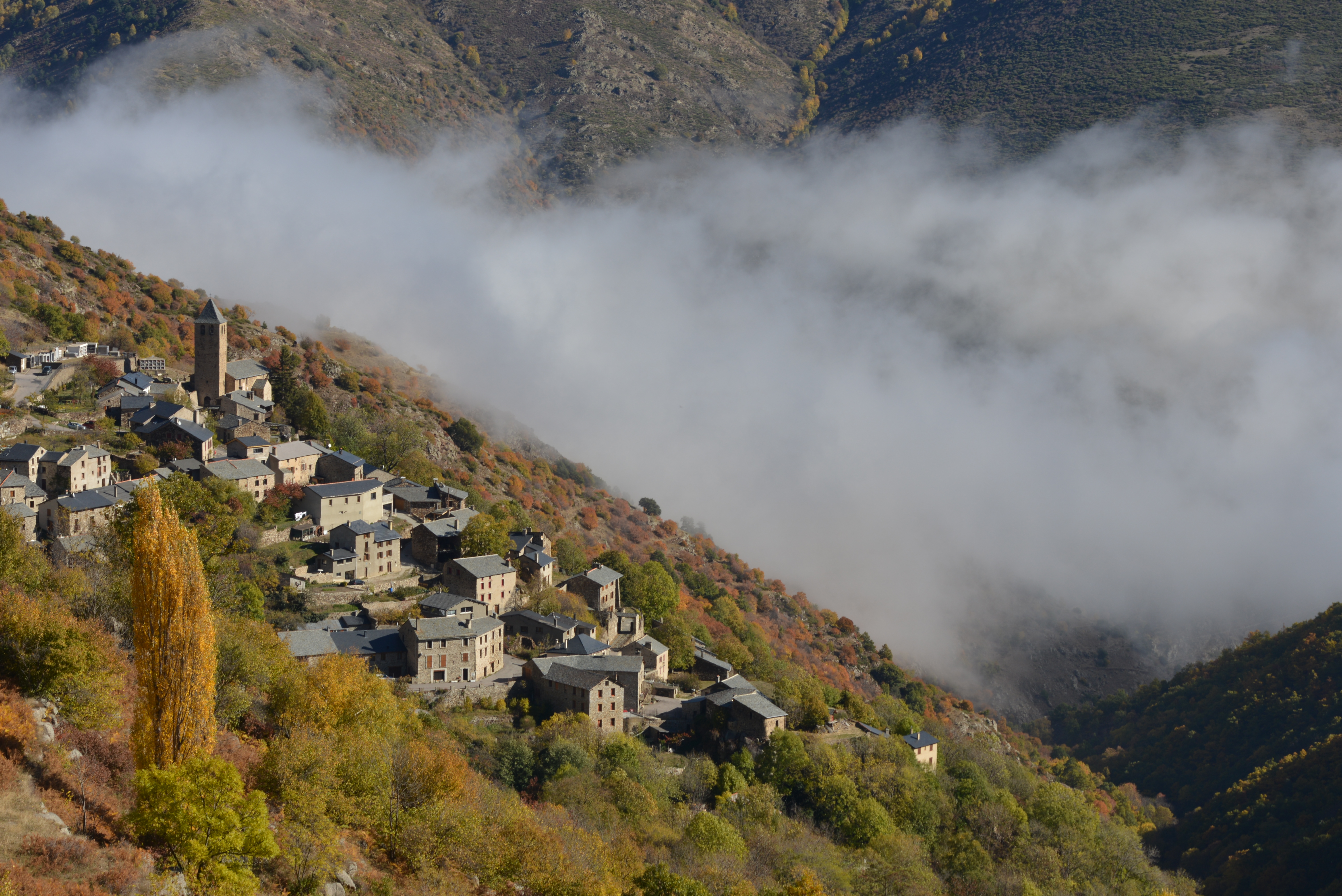
Vilatge d'Aiguatèbia a la tardor amb una mar de núvols.

El poble d'Aiguatèbia està situat a l'extrem nord-est del seu antic terme comunal, a l'esquerra de la Ribera de Pujalts, als peus del vessant meridional del Pic de l'Home. No és un poble agrupat, escalonat en un coster, amb l'església parroquial de Sant Feliu i Sant Ermengol, amb el cementiri al costat, a l'extrem nord-est del nucli de població.

## Història
El territori d'Aiguatèbia era una possessió dels vescomtes de Conflent des del segle x fins que fou cedit al capítol canònic de Santa Maria de la Seu d'Urgell.
Durant la revolta dels Angelets de la Terra, el 7 de febrer del 1673, les tropes franceses van cremar el poble. L'església fou reconstruïda vint anys després.
Aiguatèbia es fusionà amb Talau l'1 de gener del 1983 per a formar la nova comuna d'Aiguatèbia i Talau per decret prefectoral del 22 de desembre del 1982.

## Demografia

### Demografia antiga
La població està expressada en nombre de focs (f) o d'habitants (h)
| 28 f | 25 f | 17 f | 5 f | 3 f | 108 f | 30 f | 411 h | 102 h | 80 f |

(Fonts: Pélissier, 1986.)

### Demografia contemporània
| Evolució de la població |      |      |      |      |      |      |      |      |
| 1793                    | 1800 | 1806 | 1821 | 1831 | 1836 | 1841 | 1846 | 1851 |
| 490                     | 500  | 511  | 550  | 516  | 556  | 527  | 526  | 551  |

| 1856 | 1861 | 1866 | 1872 | 1876 | 1881 | 1886 | 1891 | 1896 |
| ---- | ---- | ---- | ---- | ---- | ---- | ---- | ---- | ---- |
| 537  | 554  | 547  | 519  | 525  | 509  | 506  | 454  | 448  |

| 1901 | 1906 | 1911 | 1921 | 1926 | 1931 | 1936 | 1946 | 1954 |
| ---- | ---- | ---- | ---- | ---- | ---- | ---- | ---- | ---- |
| 441  | 431  | 391  | 305  | 244  | 208  | 181  | 123  | 95   |

| 1962 | 1968 | 1975 | 1982 |
| ---- | ---- | ---- | ---- |
| 42   | 32   | 23   | 21   |

Fonts: Ldh/EHESS/Cassini fins al 1999, després INSEE a partir deL 2004

## Administració i política

### Batlles[7]
| Període     | Nom                  | Opció política | Comentaris |
| ----------- | -------------------- | -------------- | ---------- |
| 1792 - 1796 | Pierre Santanach     |                |            |
| 1796 - 1797 | Sébastien Bonemaison |                |            |
| 1797 - 1799 | Jacques Sidou        |                |            |
| 1799 - 1815 | Côme Fondère         |                |            |
| 1815 - 1815 | Sébastien Bonemaison |                |            |
| 1815 - 1815 | Côme Fondère         |                |            |
| 1815 - 1827 | Jacques Bonemaison   |                |            |
| 1827 - 1829 | Joseph Sicre         |                |            |
| 1829 - 1837 | Jean Antoine Pagès   |                |            |
| 1837 - 1844 | Jean Moré            |                |            |
| 1844 - 1848 | Félix Surjous        |                |            |
| 1848 - 1852 | Sébastien Mitjaville |                |            |
| 1852 - 1852 | Joseph Fondère       |                |            |
| 1852 - 1860 | Jean Moré            |                |            |
| 1860 - 1865 | François Pagès       |                |            |
| 1865 - 1868 | Jean-Pierre Margail  |                |            |
| 1868 - 1871 | Côme Bournet         |                |            |
| 1871 - 1871 | Jean Goze            |                |            |
| 1871 - 1874 | Jacques Surjous      |                |            |
| 1874 - 1876 | Jean Boutet          |                |            |
| 1876 - 1878 | Étienne Surjous      |                |            |
| 1878 - 1881 | Jacques Boutet       |                |            |
| 1881 - 1884 | Côme Bournet         |                |            |
| 1884 - 1886 | Jean Mitjaville      |                |            |
| 1886 - 1888 | Félix Surjous        |                |            |
| 1888 - 1889 | Côme Bournet         |                |            |
| 1889 - 1892 | Jean Goze            |                |            |
| 1892 - 1904 | Michel Santanach     |                |            |
| 1904 - 1914 | Baptiste Mitjaville  |                |            |
| 1914 - 1919 | Bonaventure Trogno   |                |            |
| 1919 - 1944 | Jean Bournet         |                |            |
| 1944 - 1957 | Paul Rabat           |                |            |
| 1957 - 1983 | Lucien Mitjaville    | DVG            |            |

A partir del 1983, el batlle és comú amb Talau. Consten a l'article d'Aiguatèbia i Talau.